# Kloster Ursberg
Das Kloster Ursberg (auch Ursperg und Aursberg u. ä.) ist eine ehemalige Reichsabtei der Prämonstratenser und heutiges Kloster der franziskanischen St. Josefskongregation in Ursberg (Landkreis Günzburg, Bayern) in der Diözese Augsburg und zugleich ein amtlich benannter Ortsteil der Gemeinde Ursberg im schwäbischen Landkreis Günzburg in Bayern.

## Geschichte

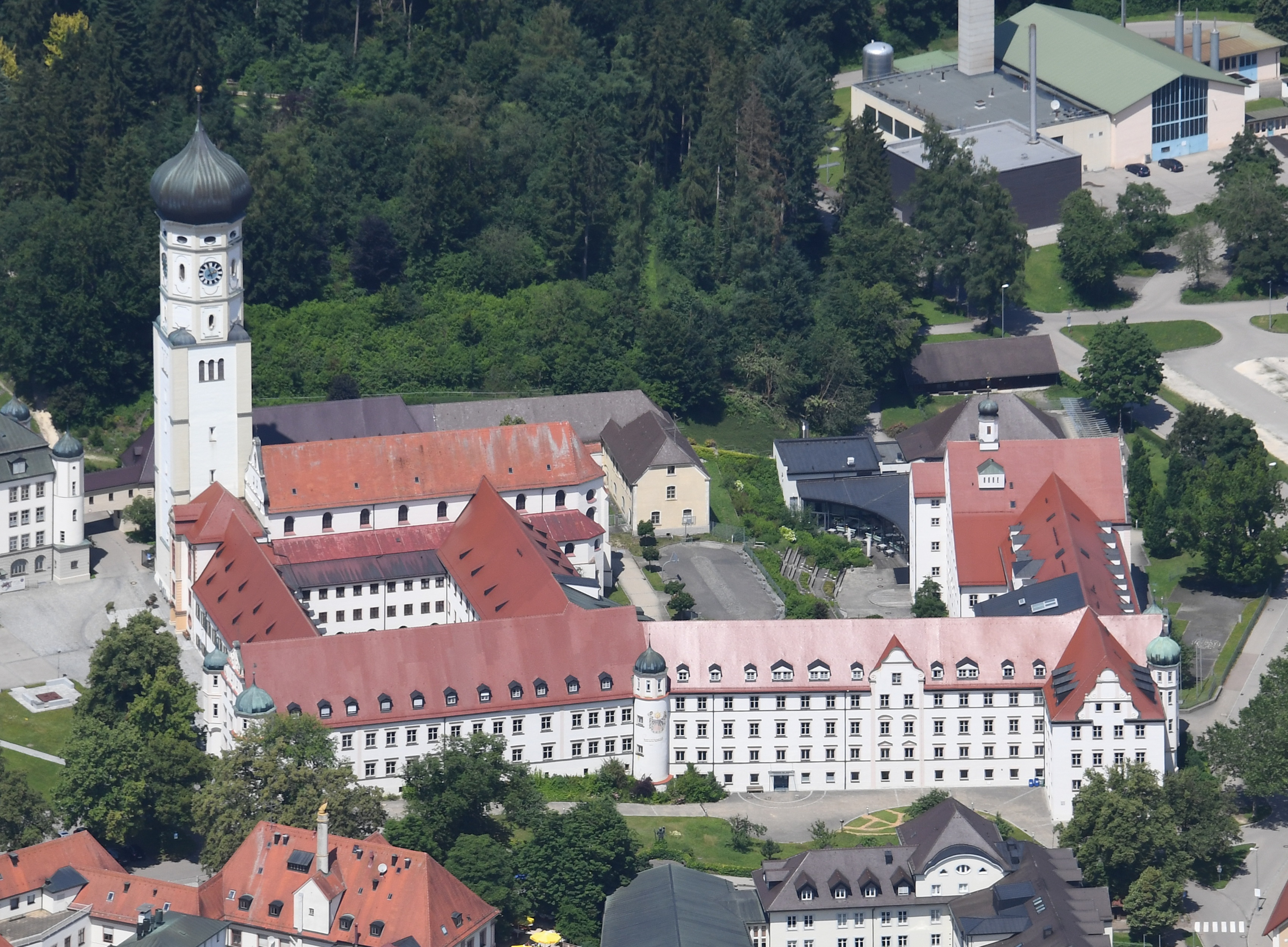
Kloster Ursberg aus der Vogelperspektive

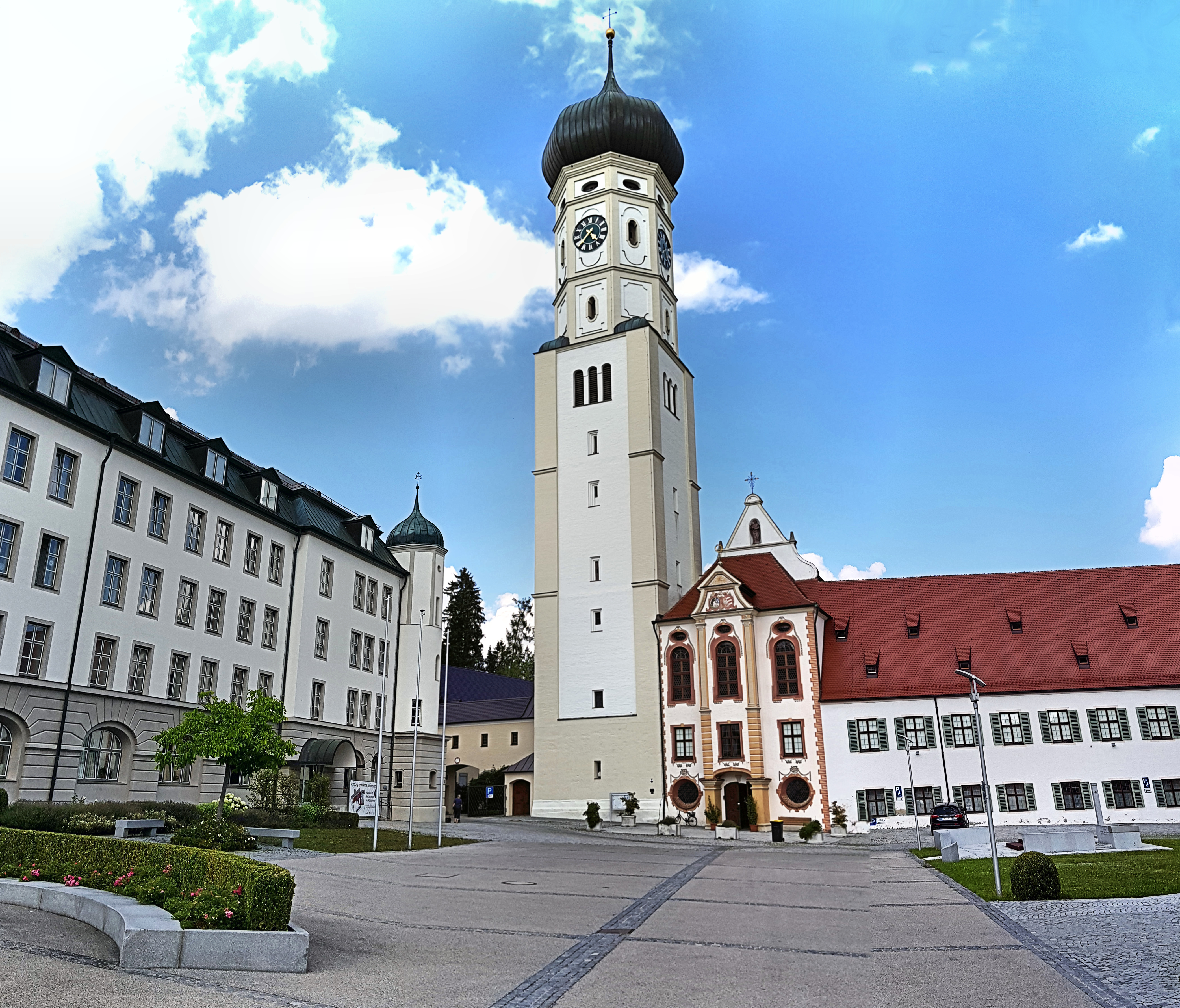
Klosterhof mit ehem. Klosterkirche St. Johannes Evangelist

### Gründung, mittelalterliche Blütezeit, neuzeitliche Gefährdung und barocker Ausklang
Das St. Petrus und St. Johannes Evangelist geweihte Kloster wurde spätestens 1125 durch den Edlen Wernher von Schwabegg-Balzhausen gegründet. Es war die erste Niederlassung des Prämonstratenserordens in Süddeutschland. Norbert von Xanten besiedelte die Propstei mit Chorherren aus dem Kloster Ilbenstadt. Kloster Ursberg selbst gründete bereits 1126 das noch bestehende Kloster Roggenburg, es folgten die Gründungen der Prämonstratenserstifte Osterhofen, Schäftlarn und Neustift bei Freising. Vermutlich war Ursberg ursprünglich ein Doppelstift. Schon im Jahr 1143 erlangte Ursberg Königsschutz. Der Ursberger Propst Burchard von Biberach wurde im frühen 13. Jahrhundert zum Verfasser der Ursberger Chronik (Druck: Augsburg 1515). Seit dem 13. Jahrhundert war die Vogtei ein Reichslehen. 1301 kam das Kloster zur Markgrafschaft Burgau.
Das Kloster Ursberg wurde um 1349/68 zur Abtei erhoben, im Jahr 1418 erhielt der Abt das Recht der Pontifikalien. Im 16. Jahrhundert führten der Bauernkrieg und der Schmalkaldische Krieg zu einem zwischenzeitlichen Niedergang des Klosters, dem bereits Abt Thomas Mang (1522–1569) entgegenwirkte. Abt Matthias Hochenrieder (1628–1672) musste nach dem Dreißigjährigen Krieg die Stiftskirche und das Kloster in den Jahren 1654 bis 1674 neu erbauen. In den Jahren 1776–78 wurde die Kirche nochmals restauriert.
In der ersten Hälfte des 18. Jahrhunderts wurde das Kloster Ursberg durch ein Kruzifix berühmt, von dem es hieß, dass es wundertätig sei. Es würde totgeborene Kinder oder vor der Taufe verstorbene Säuglinge kurzzeitig wieder ins Leben zurückholen (das sei, so sagten die Mönche, daran zu erkennen, dass der Leichengeruch weiche, sich eine Wange etwas röte oder sogar die Nase blute), sodass es möglich sei, sie eilends zu taufen. Aus dem weiten Umkreis, sogar aus dem Kurfürstentum Bayern, aus Böhmen und aus dem Erzherzogtum Österreich kamen verzweifelte Eltern und brachten ihre toten Kinder zur Taufe, um sie dadurch vor der Verdammnis zu bewahren. Das erste Kind wurde 1686 getauft, von 1686 bis 1720 wurden, nach Aufzeichnungen des Klosters, mehr als 12.000 Taufen vollzogen. Ein Kritiker der Praxis wundersamer Taufen verstorbener Kinder war der aufgeklärte Augustiner-Chorherr Eusebius Amort, der dagegen eine Dissertatio de baptismo puerorum ad imagines miraculosas (lateinisch Abhandlung über die Kindertaufe vor wundertätigen Bildnissen) verfasste. Die römische Kurie versuchte ab 1729, diese Taufpraxis zu unterbinden, jedoch zunächst vergeblich. Die Prämonstratenser hielten auch in den folgenden Jahrzehnten noch daran fest, wohl auch, weil die Gaben der dankbaren Eltern zu einer Einnahmequelle ihres Klosters geworden waren.
In der zweiten Hälfte 18. Jahrhundert kam es in der Grund- und Gerichtsherrschaft zu aufgeklärten Reformen, die allerdings erst 1777 zum Erlass einer eigenen Policey-Ordnung führten. Sie regelte die innere Ordnung des schwäbischen Reichsstifts, von der Sonn- und Feiertagsordnung über Vorschriften zum Wirtshausbesuch bis hin zum Verbot des Glücksspiels für die Stiftsuntertanen.

### Säkularisation und weitere Nutzung
Am 14. Dezember 1802 wurde das Kloster im Zuge der Säkularisation aufgelöst. Die einstige Abteikirche wurde zur Pfarrkirche. Im Kloster wurden der Pfarrhof und das Landgericht Ursberg untergebracht. Im Februar 1884 erwarb der Priester Dominikus Ringeisen (1835–1904) die Gebäude und rief dort 1897 eine Schwesternkongregation zur Pflege von körperlich und geistig Behinderten (St. Josephs-Kongregation vom III. Orden des hl. Franziskus) ins Leben, das heutige Dominikus-Ringeisen-Werk. Träger dieser Einrichtung war die St. Josefskongregation Ursberg, eine franziskanische Ordensgemeinschaft mit rund 180 Schwestern.

### Nationalsozialismus

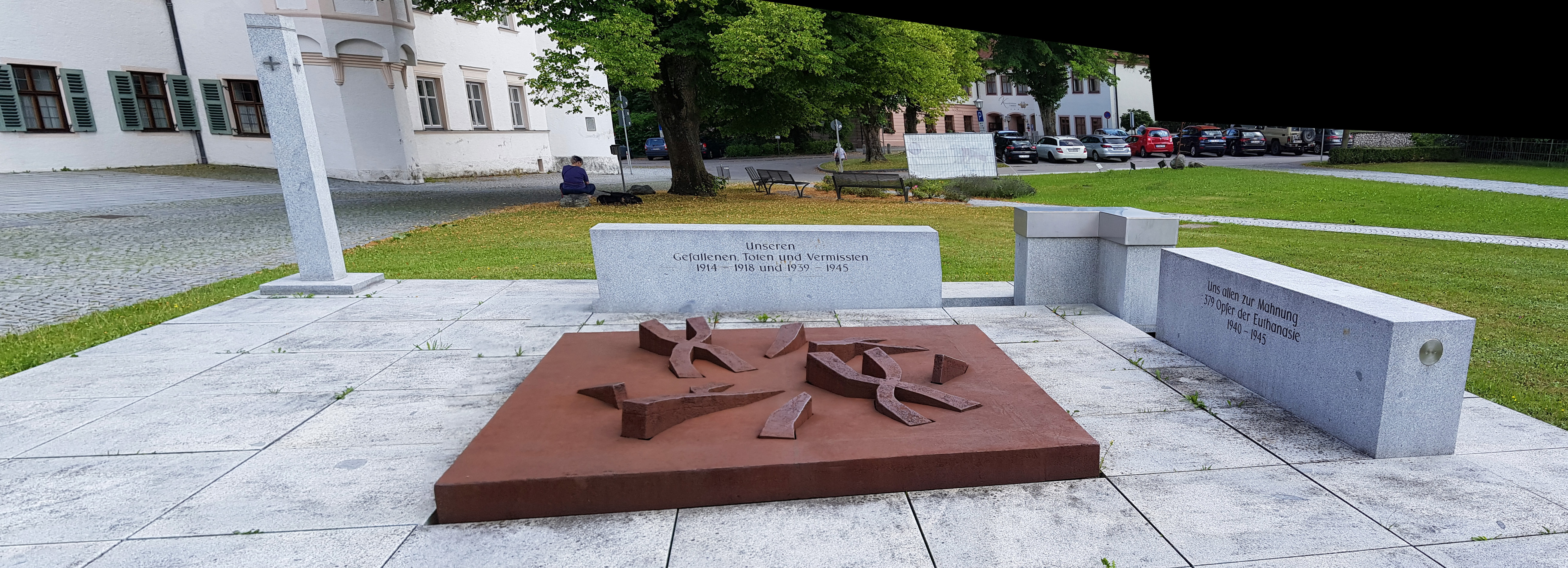
Euthanasiemahnmal

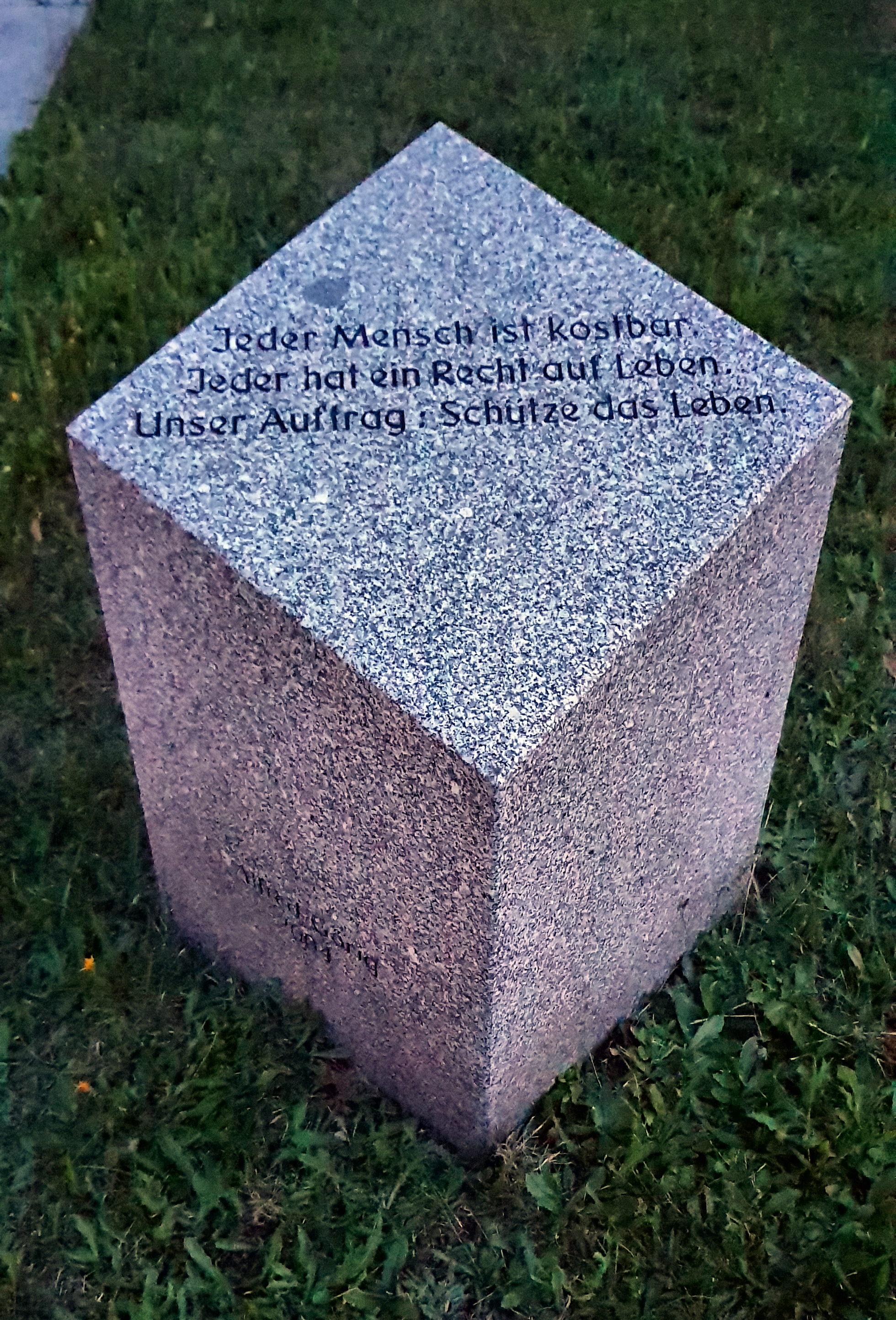
Gedenkstein
Jeder Mensch ist kostbar,
jeder Mensch hat ein Recht auf Leben.
Unser Auftrag: Schütze das Leben.

Während des Nationalsozialismus wurden ab 1936 über 200 Patienten zwangssterilisiert. Ab Herbst 1940 bis zum August 1941 brachte man fast 200 Personen zur Vergasung in die NS-Tötungsanstalt Hartheim bei Linz. Weitere annähernd 200 Patienten starben bis 1945 an Hunger und Vernachlässigung. Ein Mahnmal des 1947 geborenen Bildhauers Alfred Görig im Klosterhof erinnert seit 2004 an dieses Kapitel sowie an die Toten beider Weltkriege. Eine Gedenktafel im Schloss Hartheim in Oberösterreich nimmt das zentrale Motiv des Mahnmals im Ursberger Klosterhof auf und erinnert an die Ermordeten während des 3. Reichs in Einrichtungen der St. Josephskongregation.

### Gegenwart
1996 wurde das Werk in eine kirchliche Stiftung des öffentlichen Rechts umgewandelt. Die Stiftung begleitet Menschen mit Behinderungen an zahlreichen Orten in Bayern.

## Grundherrschaft
Die Herrschaft Ursberg umfasste zu Beginn des 19. Jahrhunderts 3300 Untertanen. Trotz seines reichsunmittelbaren Standes war Ursberg eines der ärmsten Prälatenklöster Schwabens. Nach der Säkularisation fiel die Herrschaft an des Kurfürstentum Bayern, an dessen Stelle man 1804 das Landgericht Ursberg errichtete. Die Herrschaft setzte sich einstmals aus folgenden Ortschaften zusammen:
- Ursberg
- Mindelzell
- Billenhausen
- Haslach
- Bayersried
- Oberrohr
- Edenhausen
- Attenhausen
- drei Weiler und Streubesitz.[5]